# Капка Георгієва
Капка Георгієва (болг. Капка Георгиева), після одруження Панайотова (болг. Панайотова; нар. 30 вересня 1951) — болгарська спортсменка, рульова в академічному веслуванні, срібна призерка Олімпійських ігор 1976 з академічного веслування в четвірці розпашній з рульовим.

## Спортивна кар'єра
Капка Георгієва, маючи зріст 154 см і вагу 45 кг, брала участь в змаганнях з академічного веслування, виконуючи обов'язки рульової.
Дебютувала у болгарській національній команді на чемпіонаті Європи 1973 року у складі четвірки розпашної з рульовим і вісімки розпашної з рульовим, з якими зайняла п'яте місце.
На Олімпійських іграх 1976 Георгієва у складі четвірки розпашної з рульовим у фінальному заїзді прийшла до фінішу другою, завоювавши разом з подругами Марійкою Модевою, Гінкою Гюровою, Рені Йордановою та Ліляною Васевою срібну нагороду.